# Sofia Goggia
Sofia Goggia (n. 15 noiembrie 1992, Bergamo, Italia) este o sportivă italiană de schi alpin.
A debutat la Cupa Mondială în decembrie 2011 și a concurat în primul rând în circuitul Cupei Europene până în sezonul Cupa Mondială din 2016.

## Biografie
Cu doar patru inceperi in cariera in slalom gigant (si fara finisaje) in cariera sa in Cupa Mondiala, Goggia a fost numita in echipa femeilor italiene pentru Campionatul Mondial 2013 din Schladming, Austria. Ea a capitalizat această oportunitate și a postat două top zece finisaje: al patrulea în super-G și al șaptelea în super combinate. Goggia a atins primul său podium de Cupă Mondială în noiembrie 2016, locul trei în slalom gigant la Killington. A câștigat medalia de bronz la același eveniment la Campionatele Mondiale din februarie.
Primul câștig al Cupei Mondiale a lui Goggia a venit în coborâre în martie 2017 la Jeongseon, Coreea de Sud.
Ea a urmat-o cu un super-G câștigă a doua zi pentru al 11-lea podium al Cupei Mondiale a sezonului. A fost pentru a patra oară că a câștigat mai multe podiumuri la același loc de curse și a adăugat o cincime cu două podiumuri la finala Cupei Mondiale din Aspen.